# سید مهدی سجادیان
سید مهدی سجادیان (۱۲۹۱ - ۱۳۸۱) رئیس دادگاه انتظامی قضات و اولین رئیس دیوان عالی کشور پس از انقلاب ۱۳۵۷ می‌باشد.
وی کار در دادگستری را در سال ۱۳۱۴ شروع کرد و در ۱۳۳۰ به ریاست دادگستری استان خوزستان و در سال ۱۳۳۴ به ریاست دادگستری استان فارس گمارده شد و در سال ۱۳۳۷ به  دادگاه انتظامی قضات منتقل شد.
مهدی سجادیان در ۱۵ فروردین ۱۳۵۸ به سمت ریاست دیوان عالی کشور انتخاب شد و تا ۴ اسفند ۱۳۵۸ و انتخاب سید محمد بهشتی این سمت را برعهده داشت. وی پس از انقلاب به همراه فتح‌الله بنی‌صدر - حسن فقیه نخجیری - میرشمس شهشهانی - سید هاشم طباطبائی توسط شورای انقلاب به سمت عضویت در هیئت تصفیه و اصلاح قضات انتخاب شد.